# Бомба (песма Стоје)
Бомба је песма коју пева Стоја, српска певачица. Песма је објављена 2017. године, у самосталном издању Стоје.

## Текст и мелодија
Песма Бомба је ауторско дело, чији је текст написао Стеван Симеуновић.
Музику за песму радио је Стеван Симеуновић, а аранжман Александар Кобац.

## Спот
Стоја је у самосталном издању објавила спот за песму, а режију је радио Г. Шљивић.